# Vaidei, Gorj
Vaidei este un sat în comuna Stănești din județul Gorj, Oltenia, România.

## Vezi și
- Biserica de lemn din Vaidei

 Acest articol despre o localitate din județul Gorj este deocamdată un ciot. Puteți ajuta Wikipedia prin completarea lui.